# Adept
Adept es una aplicación libre para la administración de paquetes de software en distribuciones GNU/Linux que utilicen el sistema de gestión de paquetes de Debian (deb). Técnicamente, es un front-end para el back-end APT.
El programa utiliza las librerías gráficas Qt, por lo que es el ideal para el entorno de escritorio KDE. Ha reemplazado a Kynaptic en algunas distribuciones, como en Kubuntu.
Este proyecto ya no se encuentra en desarrollo debido a que en Kubuntu ha sido reemplazado por KPackageKit, motivo por el cual el autor decidió descontinuarlo el 17 de diciembre de 2008.

## Componentes
Consta de varios componentes:
- Actualizador Adept (adept_updater): el asistente de actualizaciones para el sistema.
- Adept Batch (adept_batch): script para automatizar tareas mediante Adept.
- Administrador Adept (adept_manager): el administrador de paquetes (similar a Synaptic).
- Instalador de Adept (adept_installer): el administrador de aplicaciones (Agregar y quitar programas).
- Notificador Adept (adept_notifier): el notificador de actualizaciones disponibles.

### Aplicaciones similares
- Kynaptic
- Synaptic